# Волшебная сказка Нью-Йорка
Волшебная сказка Нью-Йорка — роман Джеймса Патрика Данливи, американского писателя ирландского происхождения. Роман появился в 1973 году, в его основе лежит одноименная пьеса. Роман примечателен тем, что пунктационный ряд сокращен до точки, в чем проявляется оригинальность стиля Данливи. Главным объектом саркастического переосмысления в романе оказываются идеи, общественные нормы и стереотипы, образующие комплекс «Американской мечты».
Изучение этого романа входит в некоторые учебные программы филологических факультетов.